# Racine Coly
Racine Coly (Dakar, 8 december 1995) is een Senegalees voetballer die bij voorkeur als linksback speelt. Hij verruilde Brescia in augustus 2017 voor OGC Nice.

## Clubcarrière
Coly komt uit de jeugdopleiding van Brescia. Hij debuteerde voor Brescia op 26 april 2014, in een competitieduel tegen AC Cesena. In totaal kwam Coly tot zeven competitieduels tijdens het seizoen 2013/14.
1 Bułka ·
2 Abdi ·
4 Dante  ·
5 Abdelmonem ·
7 Boga ·
8 Rosario ·
9 Moffi ·
10 Diop ·
11 Sanson ·
15 Moukoko ·
18 Ilie ·
19 Bouanani ·
22 Ndombele ·
24 Laborde ·
25 Cho ·
26 Bard ·
28 Boudaoui ·
29 Guessand ·
31 Dupé ·
32 Louchet ·
33 Mendy ·
44 Doumbouya ·
45 Orakpo ·
55 Ndayishimiye ·
64 Bombito ·
77 Boulhendi ·
92 Clauss ·
Coach: Haise
· Assistent-coach: Ramaré
· Assistent-coach: Squillaci